# الجمعية الوطنية لحقوق الإنسان (السعودية)
الجمعية الوطنية لحقوق الإنسان بالسعودية جمعية وطنية تُعنى بحقوق الإنسان، مقرها الرئيسي مدينة الرياض، أنشأت عام 9 مارس 2004م الموافق 18 1 1425 هجري، والجمعية جهة وطنية ذات طابع مستقل ليس لها أي ارتباط حكومي،
ومن مهامها الدفاع عن الإنسان المقيم في أراضي المملكة ، وتتعاون في ذلك مع جمعيات حكومية وأهلية داخل المملكة وخارجها. وتختلف الجمعية الوطنية لحقوق الإنسان عن هيئة حقوق الإنسان السعودية التي أنشئت بتاريخ 8\8\1426 هـ.

## اختصاصاتها
من أهدافها الوقوف ضد الظلم والتعسف والتعذيب والعنف وعدم التسامح. حيث تختص في
- تطبيق الأنظمة المتعلقة بحقوق الإنسان والواردة في نظام المملكة الأساسي للحكم والأنظمة الداخلية.
- السعي لنشر ثقافة الحقوق بين الناس.
- العمل على القضايا الحقوقية المشتركة مع الهيئات الدولية والمنظمات الدولية غير الحكومية.
- تدقيق ودراسة المواثيق الدولية المتعلقة بحقوق الإنسان.
- تشجيع التعاون الإقليمي والدولي لتعزيز وحماية حقوق الإنسان.
- تلقي الشكاوى ومتابعتها مع الجهات المختصة.
- عمل ونشر الدراسات المتعلقة بحقوق الإنسان.
- التأكد من تنفيذ التزامات المملكة تجاه قضايا حقوق الإنسان.[3]

## أجهزة الجمعية
الرئيس السابق : د. مفلح بن ربيعان القحطاني 
الرئيس الحالي : خالد بن عبد الرحمن الفاخري
الجمعية العمومية: تتكون من جميع الأعضاء المؤسسين، ومن الأعضاء الذين تم قبول انضمامهم لاحقًا.
المجلس التنفيذي: يتكون من تسعة أعضاء منهم الرئيس ونائبيه، ويتولى المجلس إدارة أعمال الجمعية بما يحقق الأهداف التي أنشأت لها.
رئاسة الجمعية: تختص بالمهام التي تخص رئيس الجمعية فيما يتعلق بتمثيله دوليًا، ورئاسة اجتماعات الجمعية، وإبرام العقود والصفقات وغيرها من المهام.

## اُنظر أيضا
- هيئة حقوق الإنسان السعودية
- حقوق الإنسان في السعودية

## وصلات خارجية
- الجمعية الوطنية لحقوق الإنسان (الموقع الرسمي للجمعية)
- هيئة حقوق الإنسان السعودية.
- الموقع الرسمي للجمعية.